# 尼古拉·德维尔代
尼古拉·德维尔代（法語：Nicolas Devilder，1980年3月25日—）是一位法國職業網球運動員，2000年轉職業。

## 外部連結
- 尼古拉·德维尔代（英文/西班牙文）的官方資料
- 尼古拉·德维尔代的國際網球總會 職業／青少年 官方資料（英文）
- 尼古拉·德维尔代的官方資料（英文）